# Internet Explorer 10
O Windows Internet Explorer 10 (abreviado como IE10) foi desenvolvido pela Microsoft e atualmente foi substituído pelo Internet Explorer 11. Ele é o sucessor do Internet Explorer 9. É uma versão que está prevista para funcionar no Windows 7 e no Windows 8. Terá duas distintas apresentações, de acordo com a interface escolhida pelo usuário do sistema: na interface Metro UI, o visual será totalmente remodelado, não tendo suporte a plugins. Na interface de desktop padrão, semelhante ao Internet Explorer 9, o navegador virá com alguns plugins de apoio.
Em 12 de Abril de 2011, a Microsoft lançou a "Platform Preview 1" do IE 10, esta versão trouxe melhorias de funcionalidades comparado ao IE9. O 1º lançamento ocorreu apenas quatro semanas após o lançamento final do IE9, tendo sido observado como um ciclo de lançamento rápido, no contexto da nova guerra dos navegadores.

## Melhorias na Release Preview
- v10.0 (build 10.0.8400.0)[4]
  - Removal of app switch button;
  - New UI for search results;
  - Integration of touch-friendly Adobe Flash;
  - Flip Ahead;
  - "Do not track"-flag set by default;
  - and removal of legacy DX filters from all of the document modes (can be re-enabled using the Internet Options dialog).

### Histórico do Internet Explorer 10
A tabela a seguir mostrará a evolução do programa ao longo das versões que forem sendo lançadas, apresentando cada uma das versões pelas quais que passará, data de lançamento, compatibilidade com as versões do sistema operacional Windows e o número de idiomas disponíveis em cada uma delas.
| Versão antiga | Versão atual | Versão futura |

| Histórico de lançamentos                | Histórico de lançamentos | Histórico de lançamentos | Histórico de lançamentos | Histórico de lançamentos | Histórico de lançamentos  | Histórico de lançamentos | Histórico de lançamentos | Histórico de lançamentos | Histórico de lançamentos |
| Nome                                    | Build                    | Data de lançamento       | Windows Vista            | Windows 7                | Windows Developer Preview | Windows Consumer Preview | Windows Release Preview  | Windows 8 RTM            | Nº de idiomas            |
| --------------------------------------- | ------------------------ | ------------------------ | ------------------------ | ------------------------ | ------------------------- | ------------------------ | ------------------------ | ------------------------ | ------------------------ |
| Internet Explorer 10 Platform Preview 1 | 10.0.1000.16394          | 12 de Abril de 2011      | Não                      | Sim                      | Não                       | Não                      | Não                      | Não                      | 1                        |
| Internet Explorer 10 Platform Preview 2 | 10.0.1008.16421          | 29 de Junho de 2011      | Não                      | Sim                      | Não                       | Não                      | Não                      | Não                      | 1                        |
| Internet Explorer 10 Developer Preview  | 10.0.8102.0              | 13 de Setembro de 2011   | Não                      | Não                      | Sim                       | Não                      | Não                      | Não                      | 1                        |
| Internet Explorer 10 Platform Preview 4 | 10.0.8103.0              | 29 de Novembro de 2011   | Não                      | Não                      | Sim                       | Não                      | Não                      | Não                      | 1                        |
| Internet Explorer 10 Consumer Preview   | 10.0.8250.0              | 29 de Fevereiro de 2012  | Não                      | Não                      | Não                       | Sim                      | Não                      | Não                      | 5                        |
| Internet Explorer 10 Release Preview    | 10.0.8400.0              | 31 de Maio de 2012       | Não                      | Não                      | Não                       | Não                      | Sim                      | Não                      | 13                       |
| Internet Explorer 10 RTM                | 10.0.9200.16384          | 1 de Agosto de 2012      | Não                      | Não                      | Não                       | Não                      | Não                      | Sim                      | ?                        |
| Internet Explorer 10 Preview            | 10.0.9200.16438          | 13 de Novembro de 2012   | Não                      | Sim                      | Não                       | Não                      | Não                      | Não                      | ?                        |